# Dave Johnson
David M. Johnson, detto Dave (Morgan City, 16 novembre 1970), è un ex cestista statunitense, professionista nella NBA, in Spagna, Francia e Italia.

## Carriera
È stato selezionato dai Portland Trail Blazers al primo giro del Draft NBA 1992 (26ª scelta assoluta).